# Hypnum contiguum
Hypnum contiguum là một loài Rêu trong họ Hypnaceae. Loài này được Nees mô tả khoa học đầu tiên năm 1833.